# Ponteginori
Ponteginori è una frazione del comune italiano di Montecatini Val di Cecina, nella provincia di Pisa, in Toscana.
Situato sulla riva destra del fiume Cecina, tra i colli di Decimo e Stincano, è attraversato dalla Strada statale 68 e dalla linea ferroviaria Cecina - Volterra.

## Storia
Ponteginori è un borgo di recente costruzione. Prende il nome dal ponte sul fiume Cecina, fatto costruire tra il 1831 ed il 1835 dal marchese Carlo Leopoldo Ginori in località Tegolaia, per collegare il suo castello di Querceto alla rotabile della Val di Cecina. Il suo sviluppo ebbe inizio nel 1911, con lo sfruttamento dei giacimenti di salgemma da parte della società belga Solvay, necessario per la produzione di carbonato di sodio della fabbrica di Rosignano Solvay. Data la vicinanza alla linea ferroviaria, Solvay scelse Ponteginori per la costruzione di un villaggio industriale, comprensivo delle strutture logistiche necessarie alla miniera di salgemma, degli alloggi per i dipendenti, e tutta una serie di servizi in grado di migliorare la vita degli operai (scuola, ambulatorio medico, chiesa, dopolavoro, cinematografo, impianti sportivi). Nel 1944 l'ottocentesco ponte sul Cecina fu fatto saltare dalle truppe tedesche, fu ricostruito nell'immediato dopoguerra, ma con architettura molto diversa. 
Il 7 maggio 2011 è stata inaugurata la nuova piazza intitolata a Sandro Pertini, con l'aggiunta del Fontanello dell'Acqua ad Alta Qualità. A Ponteginori risulta presente l'architettura industriale dei primi del 1900 in quasi tutte le sue abitazioni a sud della linea ferrata.
La sua pianta, la viabilità, le predisposizioni del verde, i servizi tipo cinema, piscina, campo di calcio, campo da tennis, tiro a volo come presenti negli abitati industriali del nord Europa. Un borgo dove gli operai della Solvay trovarono servizi utili per tutta la famiglia e le relazioni sociali. Concetti poi ripresi da Edil Nord (Berlusconi) agli inizi del 1970 con la costruzione di Milano 2. ll suo gruppo sportivo e la società di calcio portano la data del 1929 e sono ad oggi operanti.

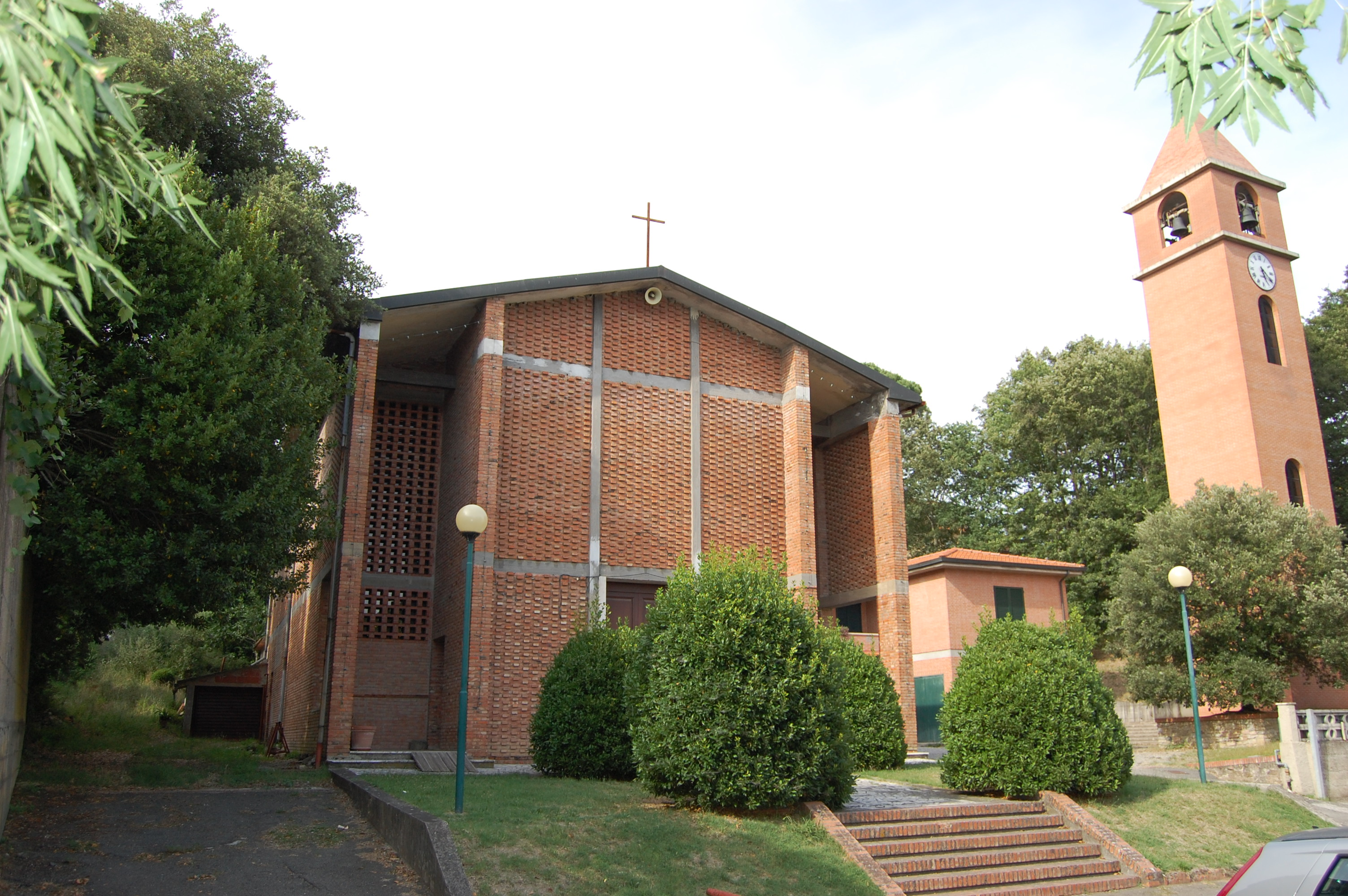
Ponteginori - Chiesa di San Leone Magno
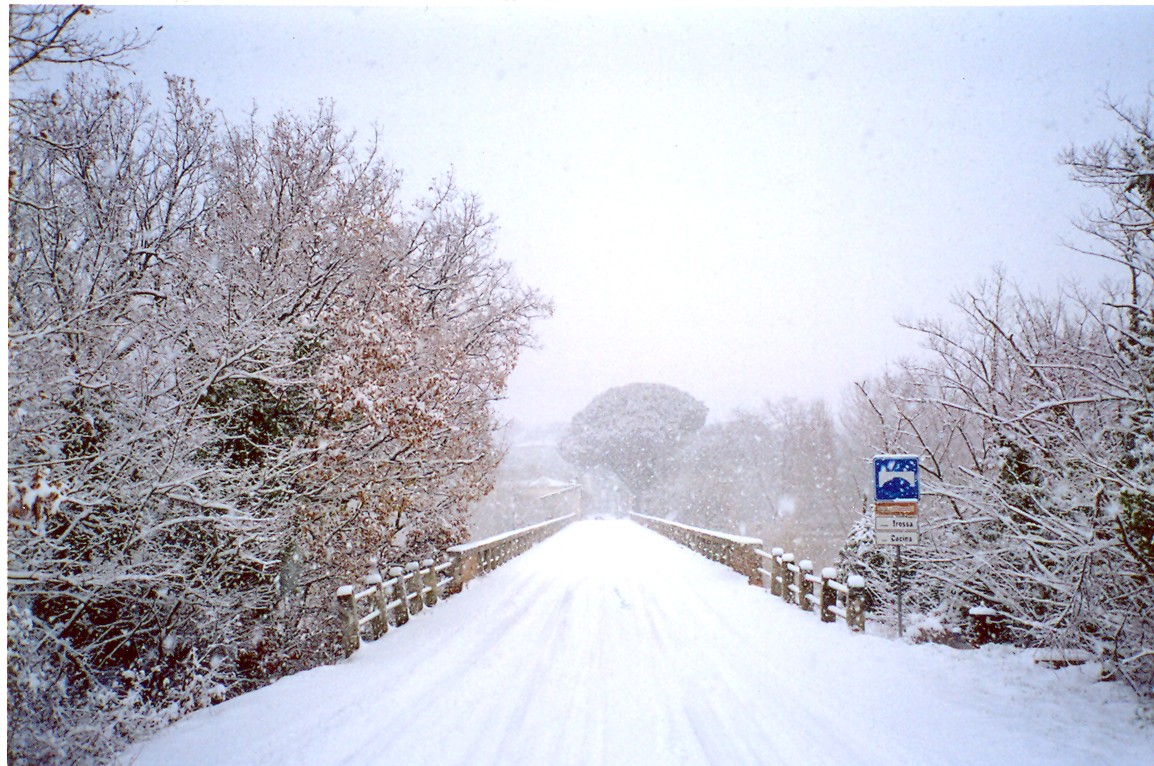
Ponteginori - il ponte sul fiume Cecina
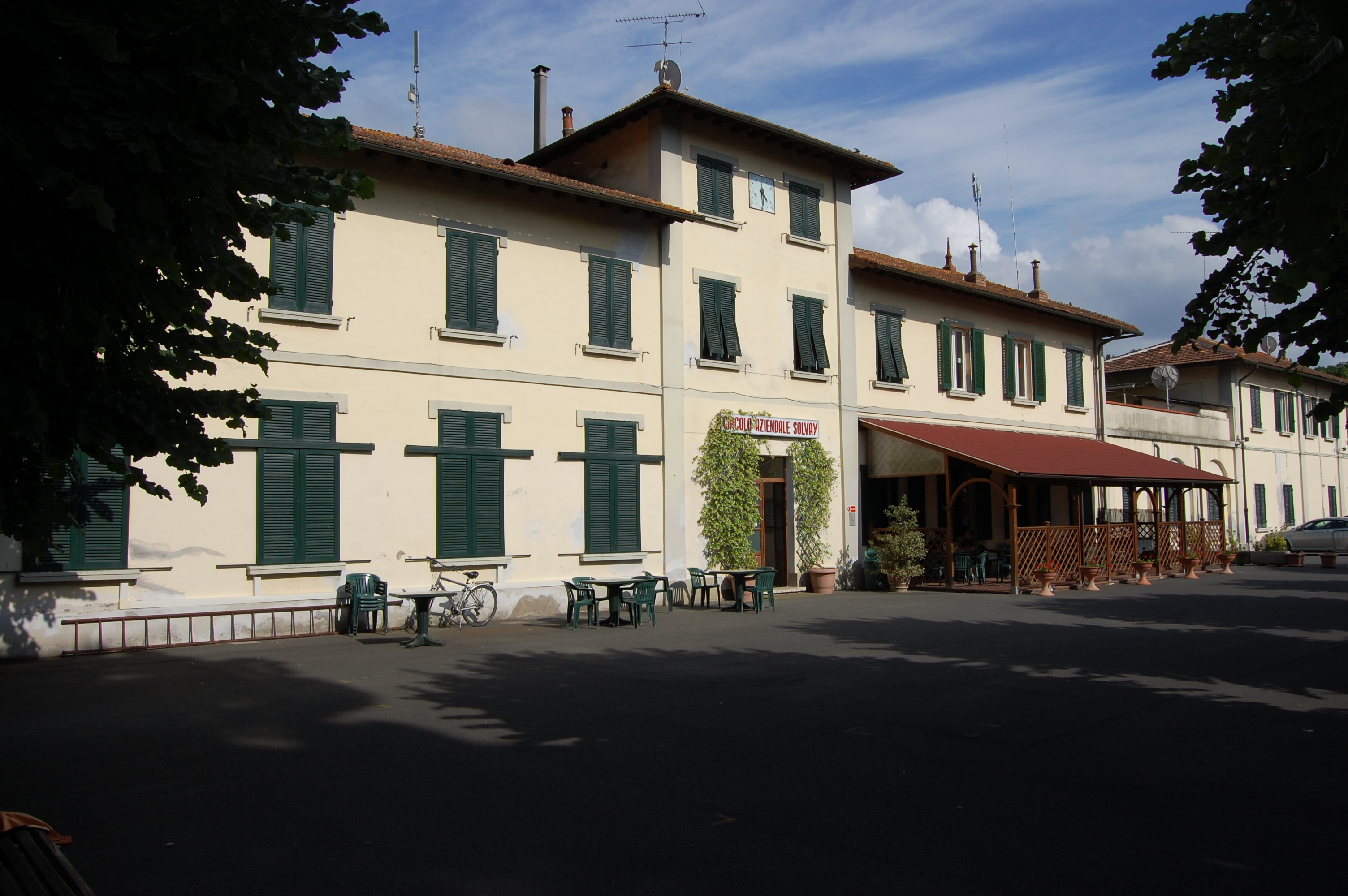
Ponteginori - piazza Cristoforo Colombo
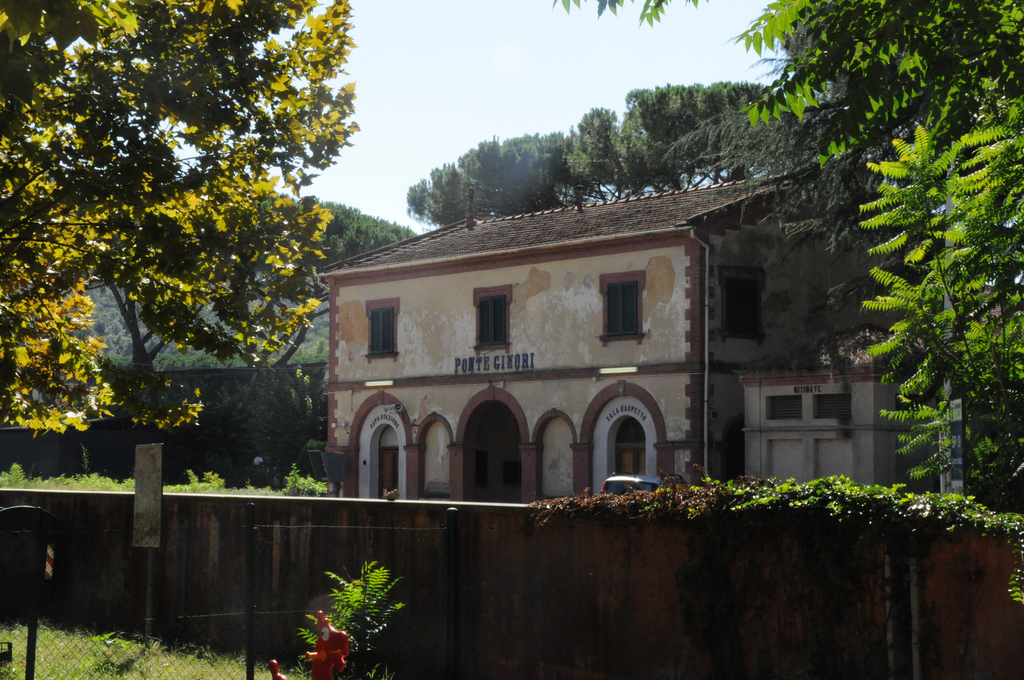
Ponteginori - stazione ferroviaria